# High Chaparral/Episodenliste
Diese Episodenliste enthält alle Episoden der US-amerikanischen Western-Fernsehserie High Chaparral, sortiert nach ihrer US-amerikanischen Erstausstrahlung. Zwischen 1967 und 1971 entstanden in vier Staffeln insgesamt 98 Episoden mit einer Länge von jeweils etwa 48 Minuten.

## Übersicht
| Staffel | Episodenanzahl | Erstausstrahlung USA | Erstausstrahlung USA | Deutschsprachige Erstausstrahlung | Deutschsprachige Erstausstrahlung |
| Staffel | Episodenanzahl | Staffelpremiere      | Staffelfinale        | Staffelpremiere                   | Staffelfinale                     |
| ------- | -------------- | -------------------- | -------------------- | --------------------------------- | --------------------------------- |
| 1       | 28             | 10. September 1967   | 31. März 1968        | 11. März 1969                     | 3. Juni 1996                      |
| 2       | 26             | 20. September 1968   | 4. April 1969        | 14. Oktober 1969                  | 18. Juni 1996                     |
| 3       | 26             | 19. September 1969   | 5. Mai 1970          | 16. November 1971                 |                                   |
| 4       | 18             | 18. September 1970   | 12. März 1971        |                                   |                                   |

## Staffel 1
Die Erstausstrahlung der ersten Staffel war vom 10. September 1967 bis 31. März 1968 auf dem US-amerikanischen Sender NBC zu sehen.
| Nr. (ges.) | Nr. (St.) | Deutscher Titel                 | Originaltitel                     | Erstausstrahlung USA | Deutschsprachige Erstausstrahlung (D) | Regie                            | Drehbuch                             |
| ---------- | --------- | ------------------------------- | --------------------------------- | -------------------- | ------------------------------------- | -------------------------------- | ------------------------------------ |
| 1          | 1         | Eine Ranch wird getauft         | Destination Tucson                | 10. Sep. 1967        | 11. März 1969                         | William F. Claxton               | David Dortort, Denne Bart Petitclerc |
| 2          | 2         | Das Bündnis                     | The Arrangement                   | 10. Sep. 1967        | 25. März 1969                         | William F. Claxton               | David Dortort, Denne Bart Petitclerc |
| 3          | 3         | Kampf um High Chaparral         | The Ghost of Chaparral            | 17. Sep. 1967        | 8. Apr. 1969                          | William F. Claxton               | Gabrielle Upton                      |
| 4          | 4         | Der beste Mann für den Job      | Best Man For The Job              | 24. Sep. 1967        | 22. Apr. 1969                         | William F. Claxton               | Richard Carr                         |
| 5          | 5         | Nach Tucson und zurück          | A Quiet Day In Tucson             | 1. Okt. 1967         | 6. Mai 1969                           | William F. Claxton               | Michael Fessier                      |
| 6          | 6         | Junges Blut                     | Young Blood                       | 8. Okt. 1967         | 20. Mai 1969                          | William F. Claxton               | Denne Bart Petitclerc                |
| 7          | 7         | Die Geschäfte des Mr. Tanner    | Shadows On The Land               | 15. Okt. 1967        | 3. Juni 1969                          | William F. Claxton               | Ken Pettus                           |
| 8          | 8         | Don Sebastians letzter Kampf    | The Filibusteros                  | 22. Okt. 1967        | 12. Dez. 1985                         | Allen Reisner                    | Pat Fielder                          |
| 9          | 9         | Der Doktor zieht am schnellsten | The Doctor From Dodge             | 29. Okt. 1967        | 24. Juni 1969                         | Richard Benedict                 | Richard Sale                         |
| 10         | 10        | Das Greenhorn                   | Sudden Country                    | 5. Nov. 1967         | 22. Juli 1969                         | Richard Sale                     | Ken Pettus                           |
| 11         | 11        | Auf Blue Boy wartet der Strick  | A Hanging Offense                 | 12. Nov. 1967        | 8. Juli 1969                          | Leon Benson                      | Mel Goldberg                         |
| 12         | 12        | Fay Layton gegen Big John       | The Price Of Revenge              | 19. Nov. 1967        | 19. Aug. 1969                         | Leonard Horn                     | Frank Chase                          |
| 13         | 13        | Die Witwe von Red Rock          | The Widow From Red Rock           | 26. Nov. 1967        | 9. Jan. 1986                          | William F. Claxton, Robert Sparr | Michael Fessier                      |
| 14         | 14        | Wieder Ärger mit El Lobo        | Mark Of The Turtle                | 5. Dez. 1967         | 17. März 1970                         | William F. Claxton               | Bob Mitchell, Esther Mitchell        |
| 15         | 15        | Kampfgefährten                  | The Terrorist                     | 17. Dez. 1967        | 31. Mai 1996                          | Ralph Senensky                   | William F. Leicester                 |
| 16         | 16        | El Caudillo                     | The Firing Wall                   | 31. Dez. 1967        | 3. Juni 1996                          | William Witney                   | Richard Sale, Thomas Thompson        |
| 17         | 17        | Apachen, Fallen und Gespräche   | The Assassins                     | 7. Jan. 1968         | 2. Sep. 1969                          | Jus Addiss                       | Ward Hawkins                         |
| 18         | 18        | Quer durch die Hölle            | Survival                          | 14. Jan. 1968        | 16. Sep. 1969                         | William Witney                   | Francis M. Cockrell                  |
| 19         | 19        | Gold verdirbt den Charakter     | Gold Is Where You Leave It        | 21. Jan. 1968        | 19. Dez. 1984                         | Paul Stanley                     | Richard Sale                         |
| 20         | 20        | Ein Spiel mit falschen Karten   | The Kinsman                       | 28. Jan. 1968        | 30. Sep. 1969                         | Seymour Robbie                   | Richard Carr                         |
| 21         | 21        | Der Champion                    | The Champion Of The Western World | 4. Feb. 1968         | 17. Okt. 1985                         | William F. Claxton               | Michael Fessier                      |
| 22         | 22        | Die Mutprobe                    | Ride The Savage Land              | 11. Feb. 1968        | 27. Feb. 1986                         | Richard Benedict                 | Tim Kelly                            |
| 23         | 23        | Feuerwasser                     | Bad Day For A Thirst              | 18. Feb. 1968        | 14. Nov. 1985                         | William F. Claxton               | Tim Kelly                            |
| 24         | 24        | El Tigre                        | Tiger By The Tail                 | 25. Feb. 1968        | 4. Juni 1996                          | Seymour Robbie                   | Mel Goldberg                         |
| 25         | 25        | Der Friedenstifter              | The Peacemaker                    | 3. März 1968         | 20. Feb. 1986                         | Richard Benedict                 | John Starr Niendorff                 |
| 26         | 26        | Skalpjäger                      | The Hair Hunter                   | 10. März 1968        | 16. Jan. 1986                         | Robert Gist                      | Ken Pettus                           |
| 27         | 27        | Das Eheversprechen              | A Joyful Noise                    | 24. März 1968        | 5. Juni 1996                          | Richard Benedict                 | William Blinn                        |
| 28         | 28        | Tödliches Spiel                 | Threshold Of Courage              | 31. März 1968        | 7. Juni 1996                          | William F. Claxton               | William F. Leicester                 |

## Staffel 2
Die Erstausstrahlung der zweiten Staffel war vom 20. September 1968 bis 4. April 1969 auf dem US-amerikanischen Sender NBC zu sehen.
| Nr. (ges.) | Nr. (St.) | Deutscher Titel                    | Originaltitel                    | Erstausstrahlung USA | Deutschsprachige Erstausstrahlung (D) | Regie              | Drehbuch                                        |
| ---------- | --------- | ---------------------------------- | -------------------------------- | -------------------- | ------------------------------------- | ------------------ | ----------------------------------------------- |
| 29         | 1         | Das schwarze Wildpferd             | The Stallion                     | 20. Sep. 1968        | 20. Jan. 1970                         | William Witney     | Ken Pettus                                      |
| 30         | 2         | Zehn kleine Indianer               | Ten Little Indians               | 27. Sep. 1968        | 16. Mai 1985                          | William F. Claxton | Warren Douglas                                  |
| 31         | 3         | Ungleiche Brüder                   | Follow Your Heart                | 4. Okt. 1968         | 10. Juni 1996                         | William F. Claxton | Gene McCarr                                     |
| 32         | 4         | Der Whiskykrieg                    | Tornado Frances                  | 11. Okt. 1968        | 21. Feb. 1985                         | James Pevney       | Charles Lang                                    |
| 33         | 5         | Mexiko, Mexiko                     | The Covey                        | 18. Okt. 1968        | 14. Okt. 1969                         | William F. Claxton | Alex Sharp                                      |
| 34         | 6         | Das Wort eines Montoya             | The Promised Land                | 25. Okt. 1968        | 28. Okt. 1969                         | Joseph Pevney      | Ken Pettus                                      |
| 35         | 7         | Lettern, Colts und Druckerschwärze | Ebenezer                         | 1. Nov. 1968         | 11. Nov. 1969                         | Harry Harris       | James L. Henderson                              |
| 36         | 8         | Die Rache des James Forrest        | North To Tucson                  | 8. Nov. 1968         | 23. Dez. 1969                         | Harry Harris       | D.C. Fontana                                    |
| 37         | 9         | Das Halbblut                       | The Deceivers                    | 15. Nov. 1968        | 30. Jan. 1986                         | William Witney     | John Starr Niendorff                            |
| 38         | 10        | Schwarz und Weiß                   | The Buffalo Soldiers             | 22. Nov. 1968        | 11. Juni 1996                         | Joseph Pevney      | Walter Black                                    |
| 39         | 11        | Die Truthahnjagd                   | For What We Are About To Receive | 29. Nov. 1968        | 12. Juni 1996                         | William F. Claxton | Michael Fessier                                 |
| 40         | 12        | Lösegeld für Big John              | A Way Of Justice                 | 13. Dez. 1968        | 13. Juni 1996                         | Joseph Pevney      | Warren Garfield, Alan L. Honaker, B.W. Sandefur |
| 41         | 13        | Ein heiliger Betrüger              | Our Lady of Guadalupe            | 20. Dez. 1968        | 14. Juni 1996                         | Harry Harris       | B. W. Sandefur                                  |
| 42         | 14        | Von Feinden umgeben                | Sea Of Enemies                   | 3. Jan. 1969         | 17. Juni 1996                         | Robert L. Friend   | Walter Black, Christopher Helms                 |
| 43         | 15        | Ein aussichtsloser Kampf           | Shadow Of The Wind               | 10. Jan. 1969        | 18. Apr. 1985                         | James Pevney       | Warren Douglas                                  |
| 44         | 16        | Kein Platz für Iren                | No Irish Need Apply              | 17. Jan. 1969        | 9. Dez. 1969                          | Harry Harris       | William F. Leicester                            |
| 45         | 17        | Der höchste Einsatz                | The Last Hundred Miles           | 24. Jan. 1969        | 25. Nov. 1969                         | James Pevney       | Al C. Ward                                      |
| 46         | 18        | Manolitos Bekehrung                | The Glory Soldiers               | 31. Jan. 1969        | 21. März 1985                         | Harry Harris       | Warren Douglas                                  |
| 47         | 19        | Die weiße Squaw                    | Feather Of An Eagle              | 7. Feb. 1969         | 6. Jan. 1970                          | Harry Harris       | Lowell Hjermstad, William F. Leicester          |
| 48         | 20        | Unverhofft kommt oft               | Once On A Day In Spring          | 14. Feb. 1969        | 31. Okt. 1985                         | James Pevney       | Don Carpenter                                   |
| 49         | 21        | Sowas fällt nur Iren ein           | Stinky Flanagan                  | 21. Feb. 1969        | 3. Feb. 1970                          | William F. Claxton | Michael Fessier, Henry Wills                    |
| 50         | 22        | Surtee                             | Surtee                           | 28. Feb. 1969        | 28. Nov. 1985                         | William F. Claxton | Walter Black, Tim Kelly, William F. Leicester   |
| 51         | 23        | Ein Bursche namens Killroy         | A Fella Named Kilroy             | 7. März 1969         | 1. Mai 1986                           | William F. Claxton | Alex Sharp                                      |
| 52         | 24        | Ein Auftrag für Buck               | No Bugles, No Drums              | 14. März 1969        | 3. März 1970                          | William F. Claxton | John D. F. Black, Walter Black                  |
| 53         | 25        | Ein raffinierter Plan              | The Lion Sleeps                  | 28. März 1969        | 18. Juni 1996                         | William F. Claxton | Tim Kelly                                       |
| 54         | 26        | Ein Junge aus Mexiko               | For The Love Of Carlos           | 4. Apr. 1969         | 31. März 1970                         | William F. Claxton | James L. Henderson                              |

## Staffel 3
Die Erstausstrahlung der dritten Staffel war vom 19. September 1969 bis 5. Mai 1970 auf dem US-amerikanischen Sender NBC zu sehen.
| Nr. (ges.) | Nr. (St.) | Deutscher Titel                      | Originaltitel                | Erstausstrahlung USA | Deutschsprachige Erstausstrahlung (D) | Regie              | Drehbuch                                     |
| ---------- | --------- | ------------------------------------ | ---------------------------- | -------------------- | ------------------------------------- | ------------------ | -------------------------------------------- |
| 55         | 1         | Auch Killer müssen sterben           | Time Of Your Life            | 19. Sep. 1969        | 16. Nov. 1971                         | Leon Benson        | William F. Leicester                         |
| 56         | 2         | Mercedes Vega de Granada             | A Time To Laugh, Time To Cry | 26. Sep. 1969        | 13. Juni 1972                         | Leon Benson        | Jon Bennett Reed                             |
| 57         | 3         | Der Bruderzwist                      | The Brothers Cannon          | 3. Okt. 1969         | 11. Jan. 1972                         | Leon Benson        | Raphael Hayes                                |
| 58         | 4         | Das Geschäft des Jahres              | A Piece Of Land              | 10. Okt. 1969        | 25. Jan. 1972                         | Leon Benson        | Jack B. Sowards                              |
| 59         | 5         | Die Waffen einer Frau                | Bad Day For A Bad Man        | 17. Okt. 1969        | 28. Dez. 1971                         | Robert L. Friend   | Michael Fessier, Milton S. Gelman            |
| 60         | 6         | Blue ist der Boß                     | To Stand For Something More  | 24. Okt. 1969        | 30. Mai 1985                          | James B. Clark     | Milton S. Gelman                             |
| 61         | 7         | Sheriff der Geisterstadt             | Trail To Nevermore           | 31. Okt. 1969        | 8. Feb. 1972                          | Virgil W. Vogel    | Walter Black                                 |
| 62         | 8         | Übermorgen stirbt Blue Boy           | Apache Trust                 | 7. Nov. 1969         | –                                     | Herschel Daugherty | Jon Bennett Reed, Irve Tunick, Robert Warren |
| 63         | 9         | Die Lady                             | Lady Fair                    | 14. Nov. 1969        | –                                     | Don Richardson     | Gerry Day                                    |
| 64         | 10        | Magische Kräfte                      | The Lost Ones                | 21. Nov. 1969        | –                                     | Phil Rawlins       | David Duncan, Thomas Thompson                |
| 65         | 11        | Falsches Spiel                       | The Legacy                   | 28. Nov. 1969        | –                                     | Don Richardson     | Milton S. Gelman                             |
| 66         | 12        | Der Verbündete                       | Alliance                     | 12. Dez. 1969        | –                                     | Phil Rawlins       | Don Balluck                                  |
| 67         | 13        | Die kleinen Diebinnen                | The Little Thieves           | 26. Dez. 1969        | –                                     | Phil Rawlins       | D. C. Fontana                                |
| 68         | 14        | Späte Rache                          | The Long Shadow              | 2. Jan. 1970         | –                                     | Phil Rawlins       | Walter Black                                 |
| 69         | 15        | Rettung in letzter Minute            | The Journal Of Death         | 9. Jan. 1970         | –                                     | Leon Benson        | Frank Chase, Ramona Chase                    |
| 70         | 16        | Männerwirtschaft                     | Friends And Partners         | 16. Jan. 1970        | –                                     | Leon Benson        | Jack B. Sowards                              |
| 71         | 17        | Jelks                                | Jelks                        | 23. Jan. 1970        | –                                     | Don Richardson     | Walter Black                                 |
| 72         | 18        | Die Waffen des Johnny Rondo          | The Guns Of Johnny Rondo     | 6. Feb. 1970         | –                                     | Phil Rawlins       | Gerry Day                                    |
| 73         | 19        | Gastfreundschaft                     | Mi Casa, Su Casa             | 20. Feb. 1970        | –                                     | Don Richardson     | Tim Kelly                                    |
| 74         | 20        | Befehl ist Befehl                    | The Lieutenant               | 27. Feb. 1970        | –                                     | William Wiard      | Irve Tunick                                  |
| 75         | 21        | Hilfssheriff Blue Boy                | The Reluctant Deputy         | 6. März 1970         | –                                     | Leon Benson        | Walter Black                                 |
| 76         | 22        | Die Gangsterstadt                    | New Hostess In Town          | 20. März 1970        | –                                     | Virgil W. Vogel    | Walter Black                                 |
| 77         | 23        | Wenn Big John sich einen Frack kauft | Too Many Chiefs              | 27. März 1970        | –                                     | Virgil W. Vogel    | Don Balluck                                  |
| 78         | 24        | Auld Lang Syne                       | Auld Lang Syne               | 10. Apr. 1970        | –                                     | Herschel Daugherty | Walter Black                                 |
| 79         | 25        | Das verkannte Genie                  | Generation                   | 17. Apr. 1970        | –                                     | James B. Clark     | Don Balluck, Irve Tunick                     |
| 80         | 26        | Die Reise zu den Martinez            | No Trouble At All            | 5. Mai 1970          | –                                     | Phil Rawlins       | Jack B. Sowards                              |

## Staffel 4
Die Erstausstrahlung der vierten Staffel war vom 18. September 1970 bis 12. März 1971 auf dem US-amerikanischen Sender NBC zu sehen.
| Nr. (ges.) | Nr. (St.) | Deutscher Titel                 | Originaltitel                   | Erstausstrahlung USA | Deutschsprachige Erstausstrahlung (D) | Regie           | Drehbuch                                  |
| ---------- | --------- | ------------------------------- | ------------------------------- | -------------------- | ------------------------------------- | --------------- | ----------------------------------------- |
| 81         | 1         | Die Drohung                     | An Anger Greater Than Mine      | 18. Sep. 1970        | –                                     | William Wiard   | Don Balluck                               |
| 82         | 2         | Das Fest fiel aus               | Spokes                          | 25. Sep. 1970        | –                                     | William Wiard   | Ron Bishop                                |
| 83         | 3         | Manolitos Pechsträhne           | Only The Bad Come To Sonora     | 2. Okt. 1970         | –                                     | Don Richardson  | Don Balluck, Gerry Day                    |
| 84         | 4         | Mein Freund Wind                | Wind                            | 9. Okt. 1970         | –                                     | Phil Rawlins    | Clyde Ware                                |
| 85         | 5         | Auf Leben und Tod               | A Matter Of Survival            | 16. Okt. 1970        | –                                     | William Wiard   | Frank Chase, Ramona Chase                 |
| 86         | 6         | Mein Bruder Buck                | It Takes A Smart Man            | 23. Okt. 1970        | –                                     | Leon Benson     | Jack B. Sowards                           |
| 87         | 7         | Schmutzige Geschäfte            | A Good Sound Profit             | 30. Okt. 1970        | –                                     | Corey Allen     | George Atkins                             |
| 88         | 8         | Ein Strick für Manolito         | Too Late The Epitaph            | 6. Nov. 1970         | –                                     | James Neilson   | George Atkins                             |
| 89         | 9         | Der neue Häuptling              | The Forge Of Hate               | 13. Nov. 1970        | –                                     | Don Richardson  | Frank Chase                               |
| 90         | 10        | Fiesta                          | Fiesta                          | 20. Nov. 1970        | –                                     | John Florea     | Michael Fisher                            |
| 91         | 11        | Der Tag der Rache               | A Matter Of Vengeance           | 27. Nov. 1970        | –                                     | Phil Rawlins    | Don Balluck, James Schmerer               |
| 92         | 12        | Der weiße Krieger               | Pale Warrior                    | 11. Dez. 1970        | –                                     | Joseph Pevney   | Don Balluck, Peter L. Dixon, Laird Koenig |
| 93         | 13        | Der Steckbrief                  | The Badge                       | 18. Dez. 1970        | –                                     | Arthur H. Nadel | Walter Black                              |
| 94         | 14        | Manolitos Entscheidung – Teil 1 | The New Lion Of Sonora – Part 1 | 19. Feb. 1971        | –                                     | Leon Benson     | Don Balluck, James Schmerer               |
| 95         | 15        | Manolitos Entscheidung – Teil 2 | The New Lion Of Sonora – Part 2 | 19. Feb. 1971        | –                                     | Leon Benson     | Don Balluck, James Schmerer               |
| 96         | 16        | Häuptling Sangre                | Sangre                          | 26. Feb. 1971        | –                                     | Phil Rawlins    | Jack B. Sowards                           |
| 97         | 17        | Nervenkrieg                     | The Hostage                     | 5. März 1971         | –                                     | Leon Benson     | Gerry Day                                 |
| 98         | 18        | Verbotenes Land                 | A Man To Match The Land         | 12. März 1971        | –                                     | Don McDougall   | Clyde Ware                                |